# Турия (община Буяновац)
Вижте пояснителната страница за други значения на Турия.
Турия (на сръбски: Турија или Turija) е село в община Буяновац, Пчински окръг, Сърбия.

## Етнически състав
- 395 (98,75%) – албанци